# Mikroduplikationssyndrom 17p11.2
Das Mikroduplikationssyndrom 17p11.2 ist eine sehr seltene angeborene Erkrankung mit einer Verdoppelung (Duplikation) eines Abschnittes auf dem Chromosom 17.
Synonyme sind: Potocki-Lupski-Syndrom; PTLS; Trisomie 17p11.2; englisch dup(17)p11.2p11.2 syndrome; Duplication 17p11.2 syndrome
Die Erstbeschreibung stammt aus dem Jahre 1996 durch die US-amerikanischen Ärzte und Wissenschaftler Angela M. Brown, Charles Schwartz und Mitarbeiter.
Die Namensbezeichnung bezieht sich auf die US-amerikanischen Humangenetiker Lorraine Potocki & James R. Lupski.

## Verbreitung
Die Häufigkeit wird mit 1 zu 25.000 angegeben, die Vererbung erfolgt autosomal-dominant. Meist handelt es sich jedoch um Spontanmutationen.

## Ursache
Der Erkrankung liegt eine Mikroduplikation auf Chromosom 17 Genort p11.2 zugrunde.

## Klinische Erscheinungen und Diagnose
Der Verdacht sollte geweckt werden bei einer Kombination von:
- kindliche Muskelhypotonie mit Schluckstörung und Gedeihstörung
- Entwicklungsverzögerung, mäßige geistige Behinderung
- Sprechproblemen mit Verbaler Entwicklungsdyspraxie und gestörter Prosodie (Betonung und Tonfall)
- Atemstörungen im Schlaf
- Hyperaktivität
- angeborener Herzfehler
- Wachstumshormonmangel
- leichte Gesichtsdysmorphie

Diese Symptome können, müssen aber nicht alle auftreten. 
Zwar wird mitunter behauptet, dass Zeichen einer Autismus-Spektrum-Störung zu den möglichen Symptomen zählen. Bereits nach Lorraine Potocki trifft dies jedoch nur auf einige Individuen zu. Zudem wird in der Forschung eine Autismus-Spektrum-Störung als Symptom der Mikroduplikation bezweifelt. Stattdessen werden die sprachlichen Probleme als häufiges Merkmal gesehen.
Die Diagnose wird durch Humangenetische Untersuchung gesichert. Das ist bereits vorgeburtlich möglich. Allerdings muss dann spezifisch nach dieser Mikroduplikation gesucht oder eine komplette Gensequenzierung durchgeführt werden, da ein Test auf diese seltene Erkrankung nicht zum pränataldiagnostischen Standard zählt. Pränataltests wie das NIPT bilden diesbezüglich keine Diagnose, sondern nur Wahrscheinlichkeiten ab, und zeigen bei subchromosomalen Veränderungen häufig falsch-positive Ergebnisse. Ihre Sinnhaftigkeit ist innerhalb der deutschen Ärzteschaft umstritten.

## Differentialdiagnostik
Abzugrenzen ist das Yuan-Harel-Lupski-Syndrom mit einer Genduplikation gleichfalls auf dem Chromosom 17 an p12-p11.2. Da das klinische Spektrum breit und relativ unspezifisch ist, kommt eine Vielzahl an anderen möglichen Erkrankungen infrage.

## Therapie
Eine kausale Behandlung ist nicht möglich.